# كامل أبو السعادات

كامل أبو السعادات وأونور فروست أثناء العمل الميداني ببعثة اليونسكو في أكتوبر عام 1981 بشبه جزيرة فاروس - المصدر أونور فروست

كامل حسين أبو السعادات  ، (1934-1984) غواص مصري سكندري شهير، أدت اكتشافاته التي اكتشفها بالصدفة - في منطقة الميناء الشرقي وقلعة قايتباي - ومجهوداته الذاتية في التنقيب عن الأثار الغارقة على مدى سنوات، ومساهمته في البحث عن أثار أبو قير الغارقة وأسطول الحملة الفرنسية، إلى الإسهام في اكتشاف أثار الإسكندرية الغارقة التي يعرفها العالم أجمع اليوم، وقد تمّ الآن مسح أو تنقيب معظم المواقع التي اكتشفها.

## اكتشافاته
أبلغ كامل أبو السعادات عام 1961 عن مشاهدته كتلا غارقة قرب قلعة قايتباي بالإسكندرية أثناء قيامه بالغطس في بمنطقة الميناء الشرقي أمام كل من لسان السلسلة وقلعة قايتباي.
وكان الاكتشاف عبارة عن تمثال للإلهة لإيزيس وقطعا أثرية أخرى، فقامت - مصلحة الآثار وقتها- بمعاونة القوات البحرية المصرية بانتشال تمثال من حجر الجرانيت لرجل يرتدي عباءة ويبلغ طوله 170 سم، وكان ذلك في النصف الأول من نوفمبر عام1962م
كما قام«كامل أبو السعادات» بانتشال بضع أواني فخارية وسلمها إلى للمتحف اليوناني الروماني في عام 1961م، وبعد ذلك قام بانتشال قطعة عملة ذهبية تعود للعصر البيزنطي وتم تسليمها للمتحف أيضاً.
ثم كلل جهوده عندما نجح عام 1964 في رسم أول خريطة للاثار الغارقة بالميناء الشرقي ما زالت تعتبر المرجع الرئيسي حتي الآن.

## القيمة الأثرية التاريخية لأعماله
تنبع قيمة أعماله من القيمة التاريخية للمنطقة، فقد كانت كانت منطقة الميناء الشرقي بمنارته الشهيرة بموقع قلعة قايتباي على جزيرة فاروس في جهة الغرب ومنطقة السلسلة (رأس لوخياس)، غنية بما تضمه من قصور ملكية في جهة الشرق في عصور البطالمة وما بعدها.
كما أن سيرة حياة كامل أبو السعادات تمد الباحثين بفهم للخلفية الاجتماعية الثقافية والسياسية للفترة الممتدة من الستينات حتى الثمانينات. أما فيما يتعلق بتفاصيل اكتشافاته وخرائطه ورسومه فقد غطاها الأستاذ الدكتور سليم مرقص الذي عرف أبو السعادات وعمل معه تغطية معمقة شكلت أساساً علمياً قوياً لاكتشافاته الأثرية.

## تميز كامل أبو السعادات
لا شك أن عمله بعتبر عملاً فذاً، وليس أدل على ذلك من كلمة هالة حليم، المحررة الثقافية، جريدة الأهرام ويكلي المصرية:
« يعتبر العمل الأثري البحري الذي قام به كامل حسين أبو السعادات عملا فذا من نواح كثيرة، فتنقيب كامل أبو السعادات عن المواقع المغمورة كان جهدا بذله بدافع ذاتي خالص وموّله من حرّ ماله، وأنجزه بمفرده. ولا ينتقص من عمله هذا أنه كان عمل هاو، إن ذلك بل يضفي عليه قيمة أكبر، حيث أنه أنجزه في وقت لم تكن السلطات تملك فيه ما يلزم من معدات وخبرات، أو حتى من اهتمام للتنقيب عن الآثار المغمورة.»

## تاريخ اكتشافات أثار الإسكندرية الغارقة قبل كامل أبو السعادات - أبو قير
« أمَّا ظهور أبو قير على مسرح عمليات الآثار الغارقة، فقد بدأ في عام 1930، عندا سجَّل طيَّار بريطاني، هو الكابتن كول، ملاحظاته عن مشاهداته أثناء طيرانه على ارتفاع منخفض فوق خليج أبي قير؛ وتضمَّنت تلك المشاهدات تكويناً ضخماً، على هيئة حدوة حصان، تحت سطح البحر. ووصلت هذه الأخبار إلى علم أحد أمراء الأسرة المالكة المستنيرين، هو الأمير عمر طوسون، وكان يملك إقطاعية ضخمة حول الخليج، فكلَّف بعض المهندسين بتحديد مواقع هذه الآثار. واستمرَّ طوسون في اهتمامه بآثار خليج أبي قير الغارقة، فانتشل رأس تمثال من الرخام الأبيض، وهو معروض بالمتحف اليوناني الروماني بالإسكندرية، كما اكتشف عدَّة أرصفة وقواعد لأعمدة من الجرانيت الأحمر، حدد موقع أحد المعابد، على بعد 240 متراً من خط الساحل ».
أنظر المقال الأصلي: الإسكندرية الغارقة
وقد قام الأمير عمر طوسون وغاستون غونديه بالإعلان عن اكتشافاتهما وقاما بطرح ونشر نظريات وتفسيرات اكتشافاتهما في الجمعية الأثرية بالإسكندرية. غير أن كامل أبو السعادات - في بحثه عن آثار الميناء الشرقي - لم تتوافر له الوسائل ولا التسهيلات التي تمكنه من القيام بذلك كما كان يريد. وكثيرا ما تعرّض للإحباط لقلة ما حظي به من تقدير، إلا أن ذلك لم يحط من عزيمته في بحثه.
استطاع كامل أبو السعادات بمساعدة أحد الباحثين وهو الدكتور سليم مرقص - إعداد قائمة بالقطع التي اكتشفها في الميناء الشرقي ووضع رسوم دقيقة لها، ورسم خريطة أو اثنتين بمواقعها استنادا إلى المشاهدات التي رآها بنفسه تحت الماء، غير أن كامل أبو السعادات لم يقدر له أن يعيش حتى يحقق آماله ويرى أعماله وقد خرجت للنور ويرع التقدير والاعتراف الذي حظي به بعد وفاته.

## مشاركته في البحث عن أسطول نابليون الغارق - أبو قير
قد بدأت جهود البحث عن أسطول نابليون في العام 1965، وشارك فيها واحد من هواة الغوص والآثار المصريين، هو كامل أبو السعادات؛ فتمَّ تحديد مواقع ثلاث من السفن الفرنسية الغارقة، هي: لوريانت، وأرتميس، ولاسيريور؛ بالإضافة إلى موقعين محتَمَلين لسفينتين أُخريين. كما جرت، في العام 1998، عمليات مسح لموقع الأسطول الغارق، أسفرت عن اكتشاف 241 قطعة من العملات الذهبية، فرنسية ونمساوية ومالطية وإسلامية؛ بالإضافة إلى أكثر من 400 قطعة من العملات الفضية والنحاسية والبرونزية؛ مع مجموعة من أدوات المائدة التي كان يستخدمها جنود الحملة، وبعض الملابس العسكرية، وأزرار منها.
أنظر المقال الأصلي: الإسكندرية الغارقة

## وفاته
توفي كامل أبو السعادات في حادث غوص اعتبره البعض حادث غامض عام 1984، فقد توفي جراء حادث غوص عندما كان على متن إحدى مراكب صيد الإسفنج، وأفردت الصحف لهذا الخبر الغير سار مساحات في وقتها.
حقيقة الأمر الذي يعرفه الكثيرين ممن لهم باع في مجال الغوص بصفه عامة ومجال الآثار الغارقة بصفة خاصة ان الشهيد كامل أبوالسعادات تم اغتياله تحت المياه بأمر من السلطات الفرنسية وكان ذلك تحديداعند اسطول نابليون الغارق في خليج أبوقير

## الجوائز
أقامت القنصلية العامة لفرنسا بالإسكندرية حفل استقبال في 8 أبريل/نيسان 1997، منح ج.ب.كاستيلا، القنصل العام لفرنسا، ثلاثة من رواد علم الآثار المغمورة في الإسكندرية ميداليات من حكومة فرنسا نقشت عليها أسماؤهم وعبارة «الآثار المغمورة»، وهم:
- هونور فروست، المملكة المتحدة
- الدكتور سليم مرقص، مصر
- كامل أبو السعادات، مصر (ولما كان قد وافته المنية، فقد تسلم الميدالية أخوه السيد عزت م.صادق)

## مقالات متعلقة
- الإسكندرية الغارقة